# Fresendelf
Fresendelf es un municipio situado en el distrito de Frisia Septentrional, en el estado federado de Schleswig-Holstein (Alemania), con una población a finales de 2016 de unos 94 habitantes.
Se encuentra ubicado al noroeste del estado, cerca de la costa del mar del Norte y de la frontera con Dinamarca.